# Fa si la chanter
Fa Si La Chanter est un jeu télévisé musical adapté par Guy Lux, d'après le jeu télévisé américain original Name That Tune (en) (1952), et diffusé sur France 3.
Présentée par Pascal Brunner du 3 octobre 1994 au 19 mai 2000 (dont 10 mois d'absence), l'émission est revenue sur France 3 le 13 mars 2010 avec comme présentateur Cyril Hanouna. Faute d'audience, cette nouvelle version est supprimée le 29 août 2010.

## Historique

### 1reversion
Présenté par Pascal Brunner, ce jeu est diffusé du 3 octobre 1994 au 8 juin 1998 du lundi au samedi à 20h05. Le jeu trouve très rapidement son public, en réunissant près de 5 millions de téléspectateurs chaque soir. À la suite des bonnes audiences, Fa si la chanter bénéficiera à plusieurs reprises d'émissions spéciales diffusées en prime-time.
Pascal Brunner part ensuite sur TF1. Puis, du 19 avril 1999 au 19 mai 2000, le jeu revient sur France 3 avec une nouvelle formule, toujours présenté par Brunner, de retour sur la chaîne, baptisée Fa si la nouveau, puis Fa si la, cette fois-ci diffusée du lundi au vendredi à 20h05.
Les choristes étaient Patrice Amate et Valérie Barouille (nommée Valérie Dall'Anese au générique dans les premiers temps). En 1997, l'orchestre de René Coll remplace l'orchestre initial. À partir du 19 avril 1999, l'orchestre de René Coll est remplacé par un nouvel orchestre de la région de Nice que Pascal Brunner appelle « les nouveaux » , Amaury Filliard à la guitare electrique, Antonio Vergès à la guitare folk, Didier Guazzo à la batterie, Christophe Nègre au saxophone, Jean-Charles Guiraud au piano, Emmanuelle Herr 2eme choriste ( en alternance avec Valérie), Jean-Marie Maynadier à la basse, Léo Nissim au piano et synthétiseur .
En 2015, Valérie Barouille, Patrice Amate et Pascal Brunner devaient se retrouver pour une grande tournée pendant tout l'été 2015 : « Fa si la de Ville en Ville ». La mort de Pascal Brunner, le 26 février 2015, sonne l'arrêt du projet.

### 2eversion
Le 13 mars 2010, après presque dix ans d'absence, le jeu revient sur France 3, présenté par Cyril Hanouna les samedis soirs à 20 h 10.
Dans cette nouvelle édition, l'orchestre est dirigé par François Constantin avec au piano Franck Sitbon. Les prestations musicales sont assurées par le chanteur Pierre Darmon, ancien participant à l'émission Nouvelle Star (saison 5 en 2007), et Clara Oleg, la fille du pianiste Charly Oleg.
Après des débuts difficiles, l'émission gagne, lors d'une seule émission, un peu en téléspectateurs[réf. nécessaire], ce qui lui permet d'être diffusée également le dimanche à partir du 2 mai 2010[réf. nécessaire].
Le 5 juin 2010, Pierre et Clara sont remplacés par Chiara di Biari et Régis Olivier comme choristes de l'émission. Dès le début de juillet 2010, l'émission ne sera plus diffusée le samedi. Le 26 juillet 2010, France 3 annonce l'arrêt de l'émission après la diffusion des émissions restantes déjà enregistrées. Finalement, l'émission est supprimée le 29 août 2010, en raison de l'audimat resté trop bas. Elle est remplacée par Repas de familles.

## Concept
Trois candidats participent au jeu qui se déroule en trois manches. Ils doivent reconnaître les titres de chansons célèbres, principalement de variétés, jouées par un orchestre et chantonnées par deux choristes. Lorsqu'un candidat identifie la chanson, il « buzze » et énonce le titre exact. En cas de bonne réponse, un extrait de la chanson est interprété par l'orchestre et les choristes. Dans la première version, Pascal Brunner chantait la chanson en imitant souvent l'interprète. Le jeu bénéficie également d'émissions spéciales.
La version 2010 reprend le même principe, à la différence que les choristes ne chantonnent pas l'air du titre de la chanson à trouver et que l'orchestre peut changer les arrangements pour compliquer le jeu. D'autre part, Cyril Hanouna n'interprète pas les chansons comme le faisait Pascal Brunner. On peut enfin noter que dans la nouvelle version, le générique de l'émission est un lip dub.
Cette émission connut également une version québécoise, ayant été animée par Patrick Bourgeois à la Télévision de Radio-Canada durant la saison 1997-1998.

## Déroulement

### Version de 1999-2000

#### 1remanche: les extraits
Dans la première manche du jeu, les trois candidats doivent reconnaître des chansons à partir d'extraits de la musique. Lorsqu'un candidat pense avoir le titre de la chanson, il buzze à l'aide du buzzer. Si c'est la bonne réponse, il gagne 1 point (dans le jeu, les points sont en réalité des notes de musique). Au bout de 3 points (ou 3 notes de musique), le candidat est sélectionné pour la 2e manche. Les scores des deux candidats restants sont remis à 0 et l'un d'eux doit marquer de nouveau les 3 points pour se qualifier pour la 2e manche du jeu.

#### 2emanche: la phrase mystère
Dans la seconde manche du jeu, les deux candidats doivent trouver le titre d'une chanson, mais celui-ci est mystérieux. Les candidats font donc face à une dizaine de notes de musique. Chacune représente une lettre présente dans le titre de la chanson. Le premier candidat sélectionné lors de la première manche choisit une des notes de musique proposées. L'orchestre joue alors une musique et le candidat doit appuyer sur le buzzer pour donner une réponse. Si c'est une bonne réponse, la lettre correspondant à la note choisie se révèle dans le titre de la chanson mystère. Quand la musique est terminée ou alors que la réponse des deux candidats est fausse, la lettre est révélée, mais le candidat qui a choisi le numéro de la note, n'a pas le droit de faire de proposition et choisit directement une nouvelle note. Lorsqu'un des candidats pense avoir le titre de la chanson, il fait une proposition. Si elle est exacte, le candidat est sélectionné pour la finale.

#### 3emanche: la finale
Dans la dernière manche du jeu, le candidat doit trouver 7 titres de chansons mais en un temps limité de 30 secondes. Il peut passer la chanson qu'il ne reconnaît pas et y revenir. S'il trouve les 7 titres de chansons en moins de 30 secondes, il gagne le prix qui a le plus de valeur (le plus souvent un voyage).

## Récompenses
- 1997 : 7 d'Or de la meilleure émission de divertissement et d'humour pour les spéciales de Fa Si La Chanter.